# Jan Dobrzański (Journalist)
Jan Dobrzański (* 1820 in Czarna Górna; † 29. Mai 1885 in Lemberg) war ein polnischer Journalist, Revolutionär und Theaterleiter.
Dobrzański besuchte das Gymnasium in Przemyśl und begann 1839 ein Studium der Rechtswissenschaften und Philosophie an der Universität Lemberg, das er jedoch nicht abschloss. Ab etwa 1841 schrieb er u. a. Theaterkritiken für die Gazeta Lwoweska. 1843 heiratete er die Schauspielerin Karolina Smochowska, mit der er zwei Kinder bekam, Stanisław Dobrzański und Celina Dobrzańska. Ab 1845 war er Mitherausgeber des Dziennik Mód Paryskich.
1848 beteiligte er sich an der Vorbereitung der Revolution in Lemberg und gab die Zeitschrift Rada Narodowa heraus. Für diese Aktivitäten kam er in ein österreichisches Strafbataillon. Nach seiner Rückkehr arbeitete er in Lemberg erneut als Journalist für die Zeitschriften Nowiny, Dziennik Literacki und Gazeta Narodowa.
Von 1875 bis 1881 und nach dem zweijährigen Intermezzo Adam Miłaszewskis ab 1883 leitete er das Theater in Lemberg. Unter seiner Leitung betrieb das Theater sogar zeitweise eine Oper, die jedoch seine finanziellen Möglichkeiten überstieg. In seinen letzten Lebensjahren war Dobrzański häufig krank, und seine Tochter Celina übernahm die Leitungsaufgaben am Theater. Begraben wurde er auf dem Lytschakiwski-Friedhof in Lemberg.

## Quelle
- Polnische Theaterenzyklopädie – Jan Dobrzański

| Personendaten    | Personendaten                                         |
| ---------------- | ----------------------------------------------------- |
| NAME             | Dobrzański, Jan                                       |
| KURZBESCHREIBUNG | polnischer Journalist, Revolutionär und Theaterleiter |
| GEBURTSDATUM     | 1820                                                  |
| GEBURTSORT       | Czarna Górna                                          |
| STERBEDATUM      | 29. Mai 1885                                          |
| STERBEORT        | Lwiw                                                  |